# Somàlia del Sud-oest
Somàlia del Sud-oest o Somàlia Sud-occidental (Dowlad Goboleedka Koonfur-Galbeed ee Soomaaliya o Koonfur-Galbeed Soomaaliya) és un estat autònom del sud-oest de Somàlia amb capital a Baidoa, establert pels clans digil i mirifle a les antigues províncies de Bay i Bakool, sota la direcció de Hasan Muhammad Nur Shatigadud, líder de l'Exèrcit de la Resistència Rahanweyn (coneguda com a RRA) l'1 d'abril del 2002. Encara que només dominava dues regions reclamava també Jubbada Dhexe, Shabeellaha Hoose, Gedo, i Jubbada Hoose, on els rahanweyn i parlants de l'af may eren majoria.

## Població, llengua i religió
La regió està poblada pels clans digil i mirifle que són els descendents de dos fills de Mad Reewin: Digil el gran i Mirifle el jove. Digil es va establir entre Benadir, Shabelle (Shibeli) i Jubaland i Mirifle a la part central i occidental de les mateixes regions. Els mirifle estan dividits entre els sagaal i els siyeed i els digil es divideixen en set clans (todobadii aw digil). Presenten diferències socioculturals amb els somalis més nòmades que viuen al nord, i es diuen en conjunt els Reewin o Rahanweyn que no és nom ètnic sinó de clan. La seva llengua és el af may, una de les dos varietats del somali; els parlants del af may i els de la varietat maha gairebé no s'entenen uns als altres. Pràcticament tots els habitants són musulmans.

## Antecedents
La primera organització d'aquestos grups (digil-mirifle) fou fundada a la meitat dels anys vint amb el nom d'Al Jam'iyyah al-Khayriyyah al-Wataniyyah (Organització Nacional de la Benevolència), teòricament com organització filantròpica. El 26 de març de 1947, com a derivació, es va formar la Hizbia Dighil-Mirifle (HDM) o Partit Digil i Mirifle, abans que la Lliga de la Joventut Somali (que fou afavorida primer pels britànics del 1947 al 1950, i després del 1951 pels italians), i fou reconeguda com a organització política l'1 d'abril de 1947. L'HDM es pronunciava per un estat federal per impedir el domini de l'estat per un clan més poderós que un altre.
El març de 1954 a les primeres eleccions municipals per sufragi universal (solament els homes) en les que participaven més de 20 partits polítics va obtenir 57 escons municipals (en 15 ciutats) d'un total en joc a tot el país de 281. La Lliga va rebutjar el 1956 un cens per impedir que els rahanweyn (digil i mirifle) resultessin ser un nombre més gran que el clan darod que es proclamava majoritari Aquest any 1956, en les eleccions generals, el HDM va obtenir 13 escons i 159.967 vots (la SYL fou majoritària amb 43 escons i 333.820 vots, el Moviment Democràtic de Somàlia va tenir 3 escons i 80.866 vots i la Unió Marehan només 1 escó i 11.358 vots) però no va obtenir cap cartera al govern autònom, les quals foren pels hawiye (3), darod (2) i dir (1).
El 25 de març de 1958 va canviar el nom a Hizbia Dastur Mustaqil al-Somal (HDMS) o Partit Somali Independent Constitucional i va proposar un sistema federal. Els líders del partit foren arrestats el 25 de febrer de 1959 després de disturbis a Mogadiscio i en resposta el partit no va voler participar en les eleccions generals del març de 1959, i la Lliga de la Joventut va obtenir la majoria i va formar govern dirigit per Abdullahi Issa. Els rahanweyn van quedar sense representació fins al 1969, ja que no van participar en la vida política del país. Fins a la independència (1960) els rahanweyn tenien garantit un terç dels escons (un altre terç els darod i el darrer els hawiye); després de la independència els clans del nord (Somalilàndia) aportaven majoria als darods i hawiye. La llengua af mai, parlada al sud, fou suprimida als mitjans de comunicació en favor del af maha, parlada al nord i a Somalilàndia (abans Somàlia Britànica).
El rahanweyn van ser hostils a tots els governs, de majoria darod, que des del 1964 van comptar amb el suport dels issaq. Després del cop d'estat cap comunista del 1969 dirigit per Siad Barre, cap rahanweyn va participar en la junta militar (25 membres el 1969), al govern o més tard a la direcció del Partit Socialista Revolucionari Somali quan es va formar el 1976. El govern va decidir un repoblament el 1973-1974 pel qual uns cent mil pastors del nord foren establerts a les valls del Shabele i del Juba, als llocs més fèrtils, Kurtunwarey, Sablale, Dujuma. Les lleis de cooperatives (llei 70 de 1973 i 73 de 1975) van posar en mans de l'estat moltes de les terres de la vall en perjudici dels seus propietaris rahanweyn.
El 1988 es va formar el Moviment Democràtic Somali (MDS) de base digil-mirifle (reewin). El 1990 quant es lliurava la guerra civil, els clans reewin no tenien accés a armes de foc, ja que tenien molt limitat l'accés a l'exèrcit. El desembre de 1990 Barre va fugir a Garbahaarreey amb la intenció de recuperar Mogadiscio, però el gener del 1991 va fugir del país cap a Kenya (i més tard fou enviat a Nigèria). Les forces del general Barre en retirada (desembre del 1990 i gener del 1991) va assolar la regió però el MDS amb les seves milícies se'n va assegurar el control; després els seguidors de Barre van tornar i va ocupar Baidoa l'estiu del 1991; el MSD es va dividir en dos faccions i una d'elles es van aliar als hawiye de Muhammad Fara Hassan, àlies Aydid i de Mohammed Ali Mahdi (proclamat president); a partir del 1992 els partidaris de Barre van cremar collites i pobles, van saquejar i matar gent i van desestructurar l'economia i es va produir una epidèmia de fam que va matar tres-centes mil persones. Contra el seguidors de Barre, als que el MDS no podia combatre, va venir la milícia d'Aydid, l'organització política del qual era el Congrés de la Somàlia Unificada, que ja estava aliat a una facció dels rahanweyn; la milícia va actuar com a país ocupat i va destruir Baidoa que va canviar diverses vegades de mans; en el fons es disputava una lluita per l'hegemonia regional entre els clans hawiye (Aydid) i darod (sub clan marehan del que era membre Barre), en perjudici dels rahanweyn. El Congrés de la Somàlia Unificada s'havia dividit entre la facció d'Aydid i la de Mahdi, i era el primer, membre del clan habar gedir, el que dominava la situació. Amb l'arribada de les forces de l'ONU, el Congrés de la Somàlia Unificada (facció d'Aydid), del clan hawiye, i el Moviment Patriòtic Somali, fidel de Barre, dels darod, es va unir i van formar l'Aliança Nacional Somali (nom que el grup d'Aydid va conservar quan de fet l'aliança es va desfer).

## Primera autonomia
Durant la presència de l'ONU, les dos faccions del MDS es van reconciliar (abril del 1992) dominant la regió que van abandonar els fidels de Barre per anar a la Vall del Juba, i el 7 de març de 1993 es va fer una conferència de reunificació a Baidoa.
les regions de Bakool, Bay, Shabeellaha Hoose, Jubbada Dhexe i Jubbada Hoose, per mitjà de representants rahanweyn, van establir una administració regional a la conferència de Bonka (Baidoa) del 7 a l'11 de març de 1993. El febrer de 1995 es va celebrar a Baidoa un congrés dels digil i mirifle que va acabar el 19 de març i en el que van participar els caps tradicionals (sultans i malaqs), caps de clans, líders religiosos, homes de negocis, i caps de milícies. Es van elegir consells per formar un Estat dels Rius amb l'Alt Juba, Baix Juba, Bay, Bakool i Banaadir amb un consell suprem de 175 membres dirigit per Hassan Sheikh Ibrahim ‘Hassey’ i un consell Suprem Tradicional de 51 membres, presidit per Haji Mukhtar Malaaq Hassan. Quan van sortir les forces de l'ONU (les darreres el 3 de març de 1995) Aydid es va imposar fàcilment i va dominar aquestos territoris excepte la Vall del Juba. El juny Aydid es va proclamar president; el setembre del 1995 va ocupar Baidoa i va posar fi a l'experiència autonomista; els oficials de l'autonomia que van poder fugir van formar l'Exèrcit de Resistència Rahanweyn o Reewin (Reewin o Rahanweyn Resistance Army, RRA), i van iniciar els atacs molt poc després (octubre de 1995) sota la direcció del coronel Hassan Mohamed Nuur ‘Shargaduud' (Hasan Muhammad Nur àlies Shargudud), All Mohamed Marguus, Mohamud Mohamed Ahmed ‘Boonow’ i Sayyid Ahmed.

## Segona autonomia
Aydid va morir el juny del 1996 però el va succeir el seu fill Hussein Mohamed Farah Aydid. Amb ajut etíop l'Exèrcit de Resistència Rahanweyn va derrotar les forces d'Aydid a la batalla d'Huddur i va entrar a Baidoa el 6 de juny de 1999. La ciutat, que havia quedat reduïda a 15.000 habitants va recuperar els 50.000 en poques setmanes. El desembre de 1999 es va establir una administració autònoma de les regions de Bay i Bakool. Al procés d'Arta (Djibouti) el 2000, l'ERR no hi va assistir i es va negar a reconèixer al Govern Nacional de Transició (GNT). Com acte de protesta i per fer balança a la influència a Bakool i Bay del Consell de Reconciliació i Restauració de Somàlia (format a principis del 2001 per Aydid fill, que el maig havia pres el poder a Mogadiscio i es negava també a reconèixer al GNT), es va constituir l'estat de Somalia del Sud-oest l'1 d'abril del 2002.

## Estat autònom
Van esclatar conflictes en el si de l'ERR i els lloctinents de Shargudud, Sheikh Aden Madobe i Mohamed Ibrahim Habsade, es van revoltar i van ocupar Baidoa el 3 d'octubre del 2002; el 14 de desembre Shargudud, que conservava fortes posicions a Bay i Bakool, la va recuperar però es va haver de retirar el 16 de desembre. El 23 de setembre de 2003 Madobe i Shargudud es van reconciliar i van participar en el segon govern de transició o Govern Federal de Transició (GFT, 2004) on foren junt amb Habsade membres del Parlament Federal de Transició)
El gener del 2005, els ancians del clan rahanweyn i els líders de la societat civil van intentar reconciliar a Shatigadud, Madobe i Habsade. En aquest mes Shatigadud i Madobe foren nomenats ministres del GFT dirigit pel primer ministre Ali Muhammad Ghedi.
El març del 2005 Habsade els va expulsar i va prendre el poder a la ciutat i rodalia, mentre Shargudud mantingué una base de poder a bona part dels dos districtes. El maig del 2005 Habsade va acusar Madobe i Shatigudud d'atacar Baidoa per instal·lar allí al president federal Abdullahi Yusuf Ahmed que era a Bosaso i que el juliol es va traslladar a Jowhar al nord de Mogadiscio. Avançat 2005 els tres caps rahanweyn es van reconciliar i finalment el president Yusuf es va poder instal·lar a la ciutat junt amb el primer ministre (10 de febrer del 2006) i es va acordar que en aquesta ciutat es reuniria el parlament que abans es reunia a Kenya per motius de seguretat. Sharggudud fou nomenat president del Consell dels Rahanweyn, del que Madobe i Habsade eren també membres destacats; el govern local de Baidoa romania en mans d'Habsade.
El 2006 la Unió de Corts Islàmiques dominava els districtes de Diinsoor i Buur Hakaba (recapturats temporalment un parell de vegades per les forces del GFT, sense poder-ne mantenir el control) i el govern i els rahanweyn dominaven els districtes de Baidoa i Qansax Dheere. El juny els islamistes eren davant de Baidoa, que finalment fou atacada el 20 de desembre, provocant la intervenció etíop; amb aquest suport els rahanweyn, que formaven la quasi totalitat de les forces del govern federal, van derrotar els islamistes i els van rebutjar (batalla de Baidoa).
Els rahanweyn continuaren tenint el poder a la regió com a principal suport al sud del govern federal (que al nord té el suport de Puntland). A la segona meitat del 2007 i el 2008 els islamistes, reorganitzats, van recuperar el control de Bay i Bakool excepte el districte de Baidoa.